# Robert Gascoyne-Cecil, 5:e markis av Salisbury
Robert Gascoyne-Cecil, 5:e markis av Salisbury, född 27 augusti 1893, död 23 februari 1972, var en brittisk konservativ politiker.

## Biografi
Gascoyne-Cecil var sonson till premiärminister Robert Gascoyne-Cecil, 3:e markis av Salisbury. Han fick sin utbildning vid Eton och Christ Church College, Oxford. År 1951 utnämndes han till hedersdoktor i civilrätt vid universitetet i Liverpool.
Salisbury tjänstgjorde i armén under första världskriget. Han befordrades som en löjtnant i Grenadjärgardet (SR) från 1915 under kriget till dess slut. Han tilldelades Croix de Guerre och Chevalier Order of the Crown Belgiens. När kriget tog slut, började han arbeta på Westminster Bank. År 1928 utsågs han till direktör vid kungliga kommissionen för historiska manuskript, där han blev befordrad till ordförande för kommissionen 1957.

### Politisk karriär
Salisbury valdes in i underhuset som konservativ ledamot för södra Dorset år 1929. Som statssekreterare och ledaren för överhuset 1934 under tiden för Ramsay MacDonalds nationella regeringen, befordrades han till att fungerar som understatssekreterare med ansvar för utrikesfrågor från 1935 till 1938. Med ansvar för NF-frågor var han en bestämd motståndare till Chamberlains eftergiftspolitik och begärde, samtidigt med Eden, sitt avsked 1938, men återkom som minister under Winston Churchill i maj 1940 under tiden för slaget om Storbritannien, men återvända till det gamla kolonialdepartementet som statssekreterare för samväldesfrågor 1940-1942.
År 1941 blev han kallad till House of Lords och var ledare för överhuset mellan 1942 och 1945 och åter statssekreterare för samväldesfrågor mellan 1943 och 1945. Som en vän till Churchill utnämndes han 1943 till ordförande för de engelsktalande delarna av samväldet för att främja universalitet av språket inom hela brittiska imperiet.
På 1950-talet, när hans parti tillbaka i regeringsställning, där han i tur och ordning tjänstgjorde under Winston Churchill, Anthony Eden och Harold Macmillan som ledare för House of Lords 1951-1957, statssekreterare för samväldesfrågor 1952 och Lordrådsordförande från december 1952 till 1957. Under period för kröningen av Elizabeth II, utsågs han till tillförordnad utrikesminister, då Eden var allvarligt sjuk efter en serie av slarviga galloperationer. 
Vid sidan av sin politiska karriär, var Salisbury kansler för University of Liverpool från 1951 fram till 1971. År 1970 genomförde studenter vid universitetet en ockupation av Överhuset för att kräva hans avsked för hans stöd för apartheidpolitik och andra reaktionära åsikter.